# María de la O Barriga
María de la O Barriga (Tecpan, 11 de enero de 1882- Ciudad de México, 19 de junio de 1956) conocida como la Abogada del pueblo fue una luchadora social feminista mexicana.

## Biografía
María vivió bajo la tutela de sus tías, tras la muerte de su madre y abandono de su padre. Desde los 17 años trabajó como secretaria con el ministro público y juez de Acapulco, quien fue su esposo; lo que le permitió conocer todo el estado de Guerrero, así como también la situación en la vivían las personas campesinas.
En 1892, cuando quedó viuda continuó con la defensoría de los derechos del campesinado y se afilió al Partido Obrero de Acapulco (POA) y obtuvo popularidad en la Costa Grande. Convirtió su casa en un bufete jurídico, que también servía como asilo y refugio para perseguidos políticos y no sólo denunciaba el despojo de tierras, sino que también organizó a comunidades para invadir terrenos, proveyó de armas y fue contacto entre los insurgentes y el gobierno de Álvaro Obregón. 

Anituy Rebolledo Ayerdi, cronista guerrerense, narra que después de que el general Gabriel Guevara Orihuela tomará cargo como gobernador de Guerrero y rompiera su promesa de apoyar a la lucha social, María lo visitó en el palacio de gobierno en Chilpancingo lo escupió en la cara, recordándole a su vez, que durante su campaña, el candidato dijo:
“Porque me conoces mejor que nadie sabes que siempre cumplo mi palabra y está vez no será la excepción” [...] “Ahora que si no lo hiciera, Mariquita. ¡Te ordeno que vengas al palacio de gobierno y me escupas la cara!”.
En 1937, organizó la Unión Fraternal de Mujeres de Acapulco en donde la lucha principal fue a favor de las mujeres; En 1939, construyó una guardería, una academia de corte y confección y taquimecanografía para las mujeres del estado y 2 años después, fundó el frente de lucha en contra de la carestía, la prostitución, los centros de vicio y la elevación de costos  en las viviendas. En 1952 transformó la Unión de Mujeres Trabajadoras en Unión de Mujeres Revolucionarias.

## Muerte
Murió víctima de un tumor y fue sepultada en el panteón de San Francisco, pero sus restos fueron llevados a la Playa Tlacopanocha.